# Esa Pulliainen
Esa Pekka Pulliainen, né le 1er janvier 1957 à Helsinki, est un guitariste finlandais. Il fait partie du groupe de musique Agents.